# Thích Tố Liên
Hòa thượng Thích Tố Liên (1903-1977) là một tu sĩ Phật giáo Việt Nam, ông là người có nhiều công lao trong phong trào chấn hưng Phật giáo, đưa Phật giáo Việt Nam hòa nhập với Phật giáo Thế giới.

## Tiểu sử
Hòa thượng thế danh là Nguyễn Thanh Lai, sinh năm Quý Mão (1903) tại làng Quỳnh Lôi, tổng Kim Liên, huyện Hoàn Long, tỉnh Hà Đông cũ, nay thuộc phường Quỳnh Lôi, quận Hai Bà Trưng, Hà Nội, xuất thân trong một gia đình nho giáo, thân phụ là Nguyễn Văn Định và thân mẫu là Nguyễn Thị Đào.
Ngài xuất gia năm 13 tuổi tại Chùa Hương, là đại đệ tử của Hòa thượng Thích Thanh Tích (1881-1964). Ngài tính cương trực, chuộng hoạt động, mặc dù được chọn làm Trưởng pháp tử, song quyết tâm ra đi du phương sam học nơi các đạo tràng danh tiếng như chốn tổ Tế Xuyên, Bằng Sở, Vĩnh Nghiêm… Ngài đã từng du học, trụ trì chùa Côn Sơn, Thanh Mai – Hải Dương
Năm 1935, sau phong trào chấn hưng Phật giáo toàn quốc, sẵn có giới đức trang nghiêm và trí tuệ minh mẫn, Ngài được Hội Việt Nam Phật giáo Bắc kỳ cung thỉnh ra chùa Quán Sứ Hà Nội để chung lo Phật sự.
Ngoài việc phụng sự chung cho đại cuộc Phật giáo, Ngài đã đóng góp rất nhiều cho Phật học đường Quán Sứ như giảng dạy, chủ sám và giới sư các Đại giới đàn, cùng đóng góp tích cực cho những hoạt động về văn hóa và xã hội của Phật giáo miền Bắc.
Sau một thời gian dưỡng bệnh tại Côn Sơn, đến năm 1945 Cách mạng tháng 8 thành công, Hòa thượng lại trở về Quán Sứ. Vận dụng khả năng tri thức và trí tuệ vốn có để ứng dụng Phật sự trong hoàn cảnh mới của đất nước. Ý thức trách nhiệm trước sứ mệnh lịch sử dân tộc và đạo pháp, Ngài khắc phục mọi trở ngại, đề cao chủ trương: Thống nhất Phật giáo, đoàn kết Tăng già. Và cuối cùng nguyện vọng ấy đã đạt được qua việc thành lập Hội Tăng ni Chỉnh lý Bắc phần, tiền thân của Giáo hội Tăng già Bắc Việt do Ngài làm Chủ tịch, đồng thời giữ chức Phó Hội trưởng Hội Phật giáo Việt Nam. Lúc ấy Ngài mới 47 tuổi (năm 1950).
Tháng 5 năm 1950, Ngài đại diện cho Phật giáo Việt Nam đi dự Hội nghị thành lập Hội Phật giáo Liên hữu thế giới tại Srilanka và đưa Phật giáo Việt Nam tham gia với tư cách sáng lập viên của Hội này, đồng thời được Đại hội suy cử làm Đệ nhất Phó Hội trưởng cùng đại diện Ban chấp hành Hội Liên hữu Phật giáo thế giới, chi bộ tại Việt Nam.
Năm 1951, Ngài là một trong những sáng lập viên Tổng hội Phật giáo Việt Nam, tổ chức thống nhất Phật giáo toàn quốc, gồm cả Tăng già và cư sỹ thuộc Bắc, Trung, Nam để phù hợp với đà tiến chung của Phật giáo thế giới.
Tháng 9 năm 1952, Ngài đi dự Đại hội Phật giáo thế giới tại Nhật, nhằm tăng cường Phật sự trên cơ sở Phật giáo thế giới như phổ biến giáo lý đức Phật trong các tổ chức giáo dục thuộc mỗi quốc gia, từ tiểu học đến đại học, thực hiện các công tác nhân đạo, từ thiện, xã hội, thành lập Đoàn Thanh niên Phật tử thế giới.
Sau khi về nước, Ngài tích cực đi vận động khắp nơi ở miền Trung và miền Nam, gặp gỡ, thảo luận, đàm đạo với các vị lãnh đạo Phật giáo 3 miền, thành lập Giáo hội Tăng già toàn quốc và ngài được cử làm Tổng thư ký.
Về xã hội: Suốt khoảng thời gian từ năm 1945 đến năm 1954, Ngài là vị trụ trì chùa Quán Sứ Hà Nội, một trung tâm của Phật giáo miền Bắc. Ngài đã thành lập các tổ chức cứu trợ đồng bào nạn nhân chiến tranh và các cô nhi viện Quán Sứ, Tế Sinh.
Về văn hóa: Ngài có công cho khắc in rất nhiều bản và phổ biến trong toàn quốc bộ "Việt Nam Phật điển Tùng San", mong tác phẩm này được lưu truyền hậu thế và không còn bị mai một. Ngài còn là chủ nhiệm và chủ bút tờ nguyệt san "Phương tiện", hậu thân của báo "Đuốc tuệ". Ngài chuyên viết các bài giảng phổ thông về Phật học để báo "Đuốc tuệ" ấn hành.
Về giáo dục: Ngài có công thành lập trường Tiểu học Khuông Việt tại chùa Quán Sứ; trường Trung học Vạn Hạnh tại chùa Hàm Long Hà Nội. Và đặc biệt Ngài để tâm rất nhiều đến việc đào tạo Tăng tài bằng cách gửi các Tăng sỹ Việt Nam đi du học ở nước ngoài, nhằm phát triển kiến thức, trao đổi văn hóa, tăng cường hữu nghị và đào tạo Như Lai sứ giả giữa các quốc gia Phật giáo trên quy mô quốc tế.
Năm 1954, đất nước lại bị chiến tranh chia cắt, Hòa thượng tiếp tục bồi đắp và duy trì các cơ sở Phật giáo đã được xây dựng từ trước.
Đến năm 1958, Hội Phật giáo thống nhất Việt Nam ra đời, kế thừa sự nghiệp của Hòa thượng ở giai đoạn mới. Hòa thượng là một thành viên sáng lập và được suy cử vào Ban Trị sự Trung ương Hội Phật giáo Thống nhất Việt Nam. Sau đó vì bệnh duyên và tuổi ngày một cao, Ngài phải nghỉ dưỡng bệnh và tĩnh tu ở chùa Quán Sứ, Quỳnh Trân và một số nơi tại miền Bắc.
Tháng 3 năm 1977, Ngài chống thiền trượng đi gặp và đàm đạo cùng chư Tăng tại chùa Quán Sứ để tạ từ. Thế rồi chiều ngày 13 tháng 2 năm Đinh Tỵ (tức ngày 01/04/1977), Ngài đã viên tịch tại chùa Quán Sứ, trụ thế 75 năm và hoằng pháp độ sinh 45 năm. Bảo tháp của Ngài tọa lạc tại chùa Sùng Phúc, thôn Huỳnh Cung, xã Tam Hiệp, huyện Thanh Trì, ngoại thành Hà Nội, bảo hiệu là Chân Không Tháp.
Sự nghiệp và đạo hạnh của Hòa thượng đã đi vào lịch sử Phật giáo Việt Nam, với công lao cao cả trong cuộc chấn hưng Phật giáo nước nhà và đưa đạo Phật Việt Nam góp mặt với Phật giáo thế giới. Hòa thượng là tấm gương soi sáng cho các thế hệ Tăng Ni, Phật tử cống hiến trọn đời cho Đạo pháp – Dân tộc.

## Tác phẩm
Ông để lại một số sáng tác:
– Tấm gương quy y
– Sự lý lễ tụng
– Ký sự Phái đoàn Phật giáo Việt Nam đi Ấn Độ và Tích Lan (Srilanka)
– Tịnh Độ sám nguyện – dịch và chú giải